# Brusné 2.díl
Brusné 2.díl je západní (ve směru spádu údolí pravá) a severní (horní) část osady Brusné a část města Mšeno v okrese Mělník ve Středočeském kraji. V některých mapách se jako Brusné 2. díl označuje horní část osady Brusné. Osada se nachází asi 3,5 kilometru severně od Mšena. Leží v katastrálním území Olešno, které má rozlohu 4,44 km². Osada Brusné je na díly rozdělena podélně – hranici tvoří z větší části cesta v údolí, které je její přirozenou osou. Druhá, východní část osady Brusné nese název Brusné 1.díl a patří k obci Nosálov.

## Historie
První písemná zmínka o vesnici pochází z roku 1790.

## Obyvatelstvo
Při sčítání lidu v roce 1921 ve vsi žilo 47 obyvatel (z toho 21 mužů) německé národnosti a římskokatolického vyznání. Podle sčítání lidu z roku 1930 měla vesnice 47 obyvatel: 46 Němců a jednoho cizince. Všichni byli římskými katolíky.
| Rok            | 1869 | 1880 | 1890 | 1900 | 1910 | 1921 | 1930 | 1950 | 1961 | 1970 | 1980 | 1991 | 2001 | 2011 | 2021 |
| -------------- | ---- | ---- | ---- | ---- | ---- | ---- | ---- | ---- | ---- | ---- | ---- | ---- | ---- | ---- | ---- |
| Počet obyvatel | 79   | 54   | 50   | 52   | 63   | 47   | 47   | 9    | 8    | 6    | 5    | 2    | 3    | 5    | 7    |
| Počet domů     | 11   | 11   | 12   | 12   | 11   | 11   | 11   | 7    | 7    | 2    | 3    | 9    | 9    | 10   | 11   |

## Obecní správa
Při sčítání lidu v letech 1850–1960 Brusné 2.díl bylo osadou obce Olešno, se kterým patřilo nejprve do okresu Dubá, ale v roce 1950 v okrese Doksy a od roku 1960 v okrese Mělník. Od 1. července 1960 je částí města Mšeno v okrese Mělník.

## Pamětihodnosti
- Jedle u Brusného – památný strom (jedle bělokorá), při jižní straně silnice Ráj–Libovice, asi 650 m západně od odbočky na Příbohy (50°27′54″ s. š., 14°38′ v. d.)

## Galerie

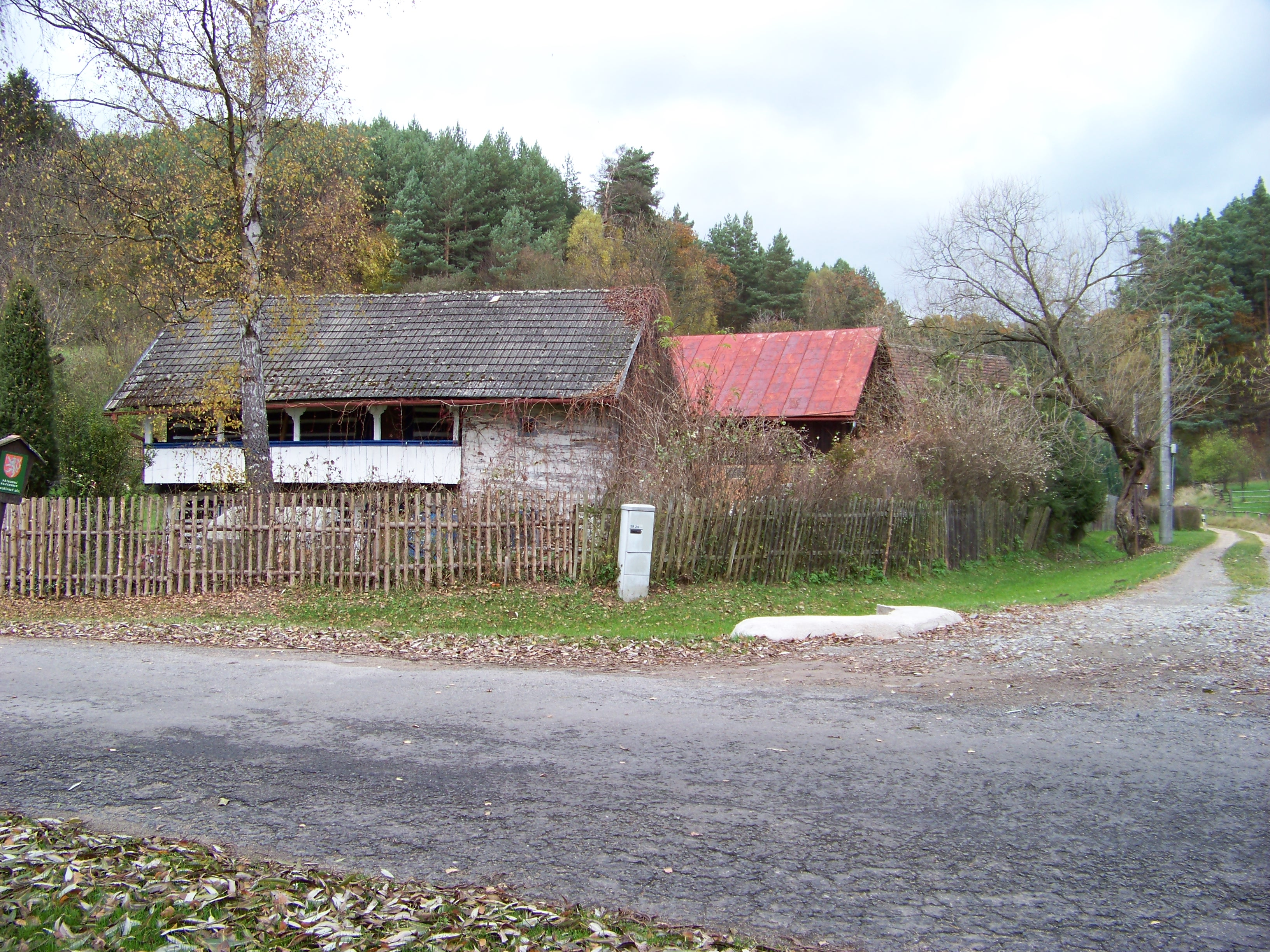
Domy čp. 13 a 1 v dolní části osady, u křižovatky hlavní cesty se silnicí III/25929.
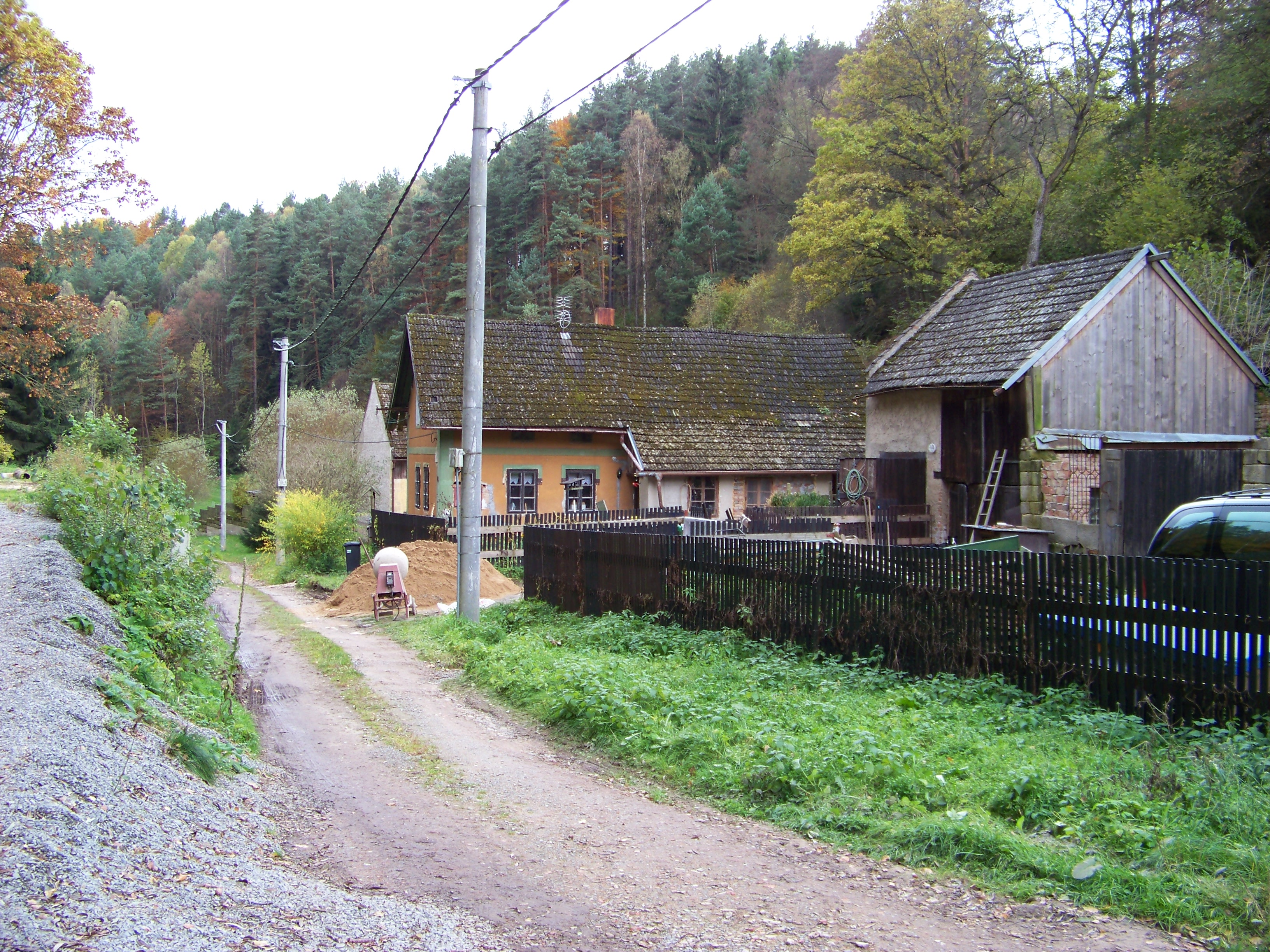
Domy čp. 8 a 7 ve střední části osady
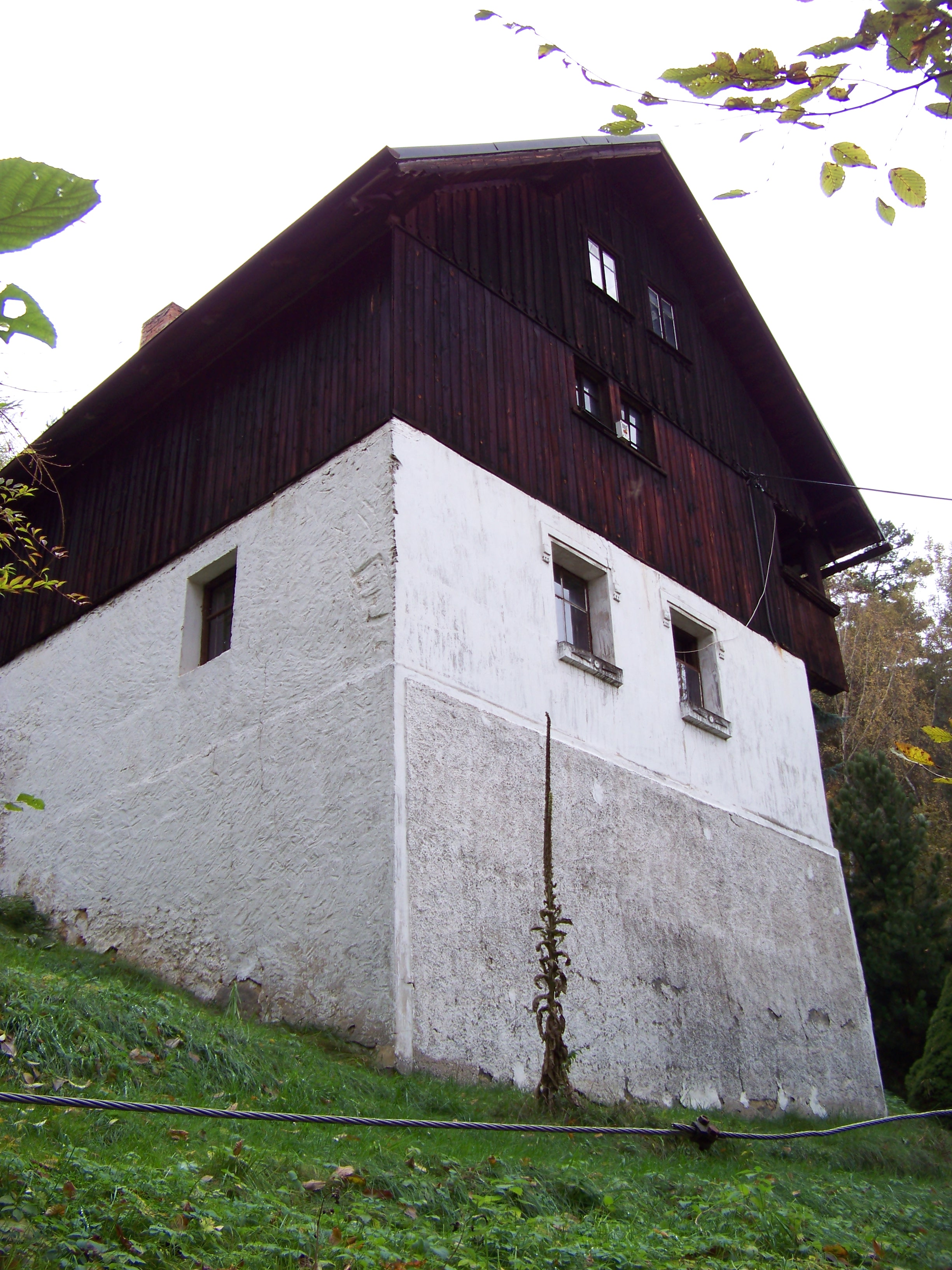
Dům čp. 18 ve stráni při cestě k Housce
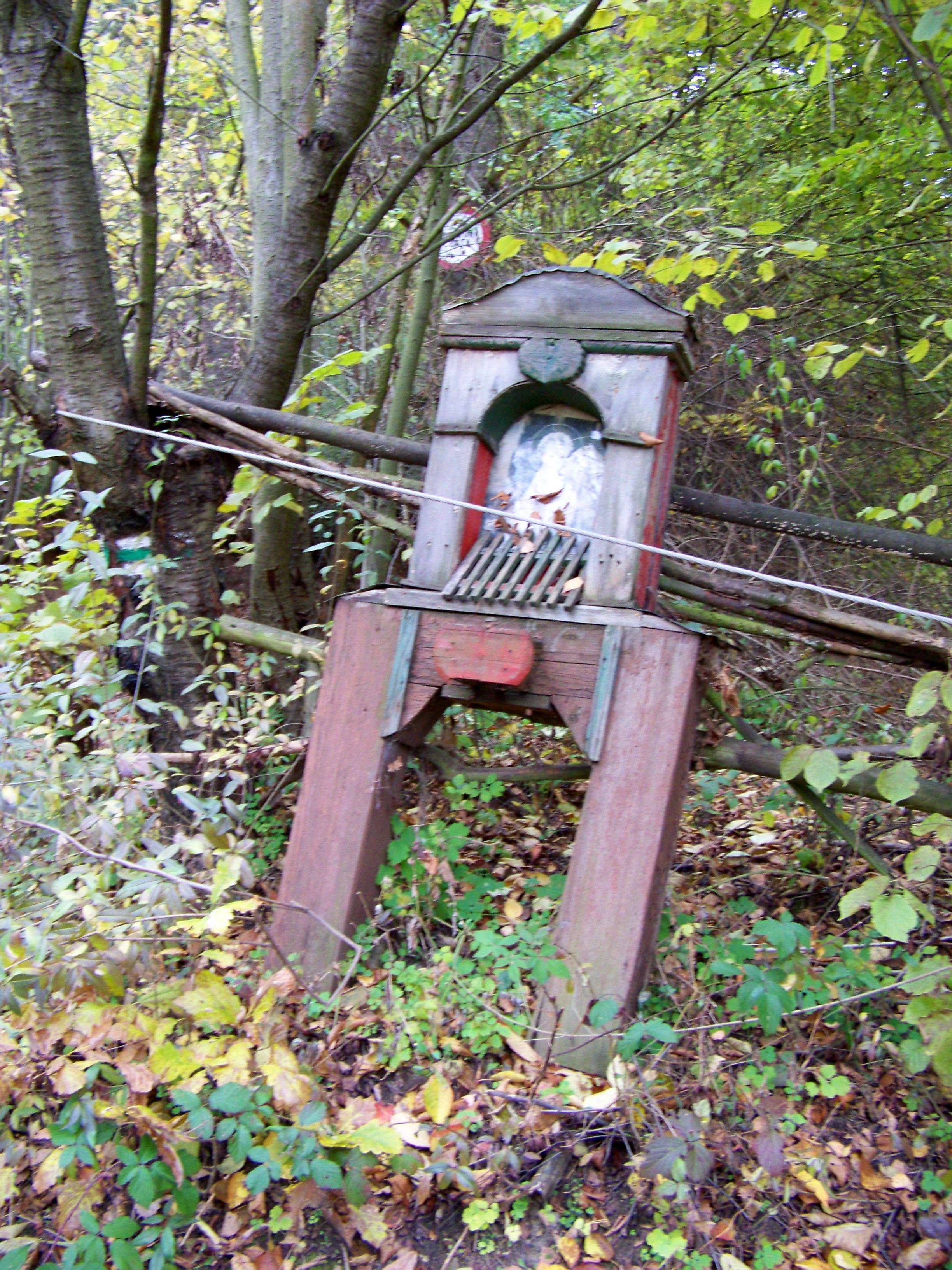
Poškozená dřevěná kaplička poblíž domu čp. 18